# Trivialnavn
Et trivialnavn er et ikke-systematisk kemisk navn for en kemisk forbindelse. De bruges almindeligvis i hverdagen, som fx eddikesyre = ethansyre, natron = natriumhydrogencarbonat.
| Naturvidenskab | Spire Denne naturvidenskabsartikel er en spire som bør udbygges. Du er velkommen til at hjælpe Wikipedia ved at udvide den. |